# Playstation 2
Playstation 2 (PS2) är en TV-spelskonsol tillverkad av det japanska teknikföretaget Sony, lanserad i Japan 4 mars 2000, i USA 26 oktober 2000 och i Europa den 24 november år 2000. Efter att Playstation 2 släppts började föregångaren Playstation kallas "PSone" och ges ut i en mindre version; den större versionen av Playstation fick då smeknamnet "PSX". När sedan Playstation 2 också började produceras i en mindre version fick den förkortningen "PStwo", och den stora förkortas "PS2". 

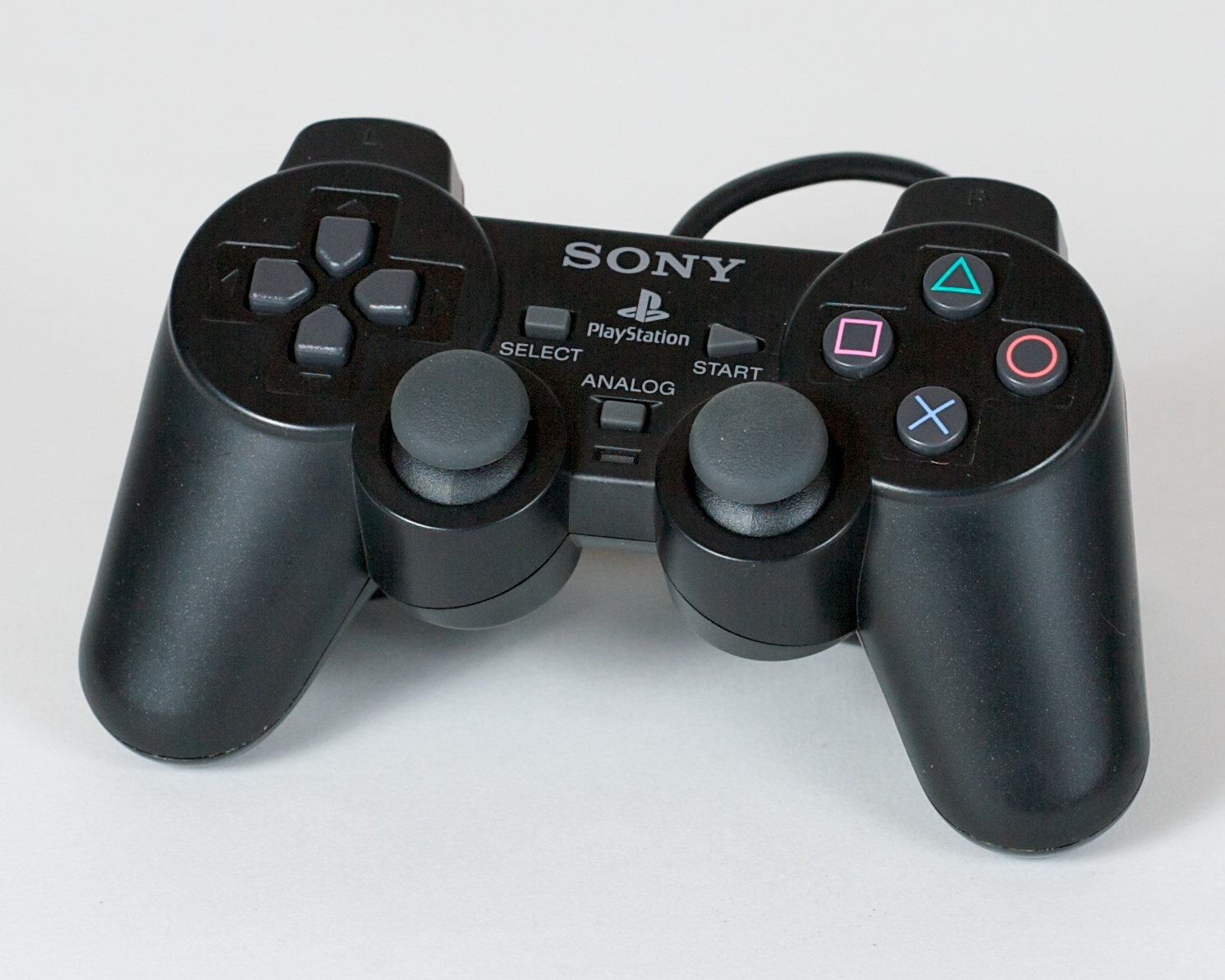
Dualshock 2, den officiella handkontrollen till Playstation 2

Konsolen förbrukar mellan 15 och 20 W vid användning och 2 W vid stand by.
Konsolen använder ett eget DVD-format för spelen och kan även visa dvd-filmer. Den är bakåtkompatibel och klarar alla spel gjorda för föregångaren Playstation. PS2 kan också läsa och spela upp CD-skivor (musik-cd) och har även USB. Playstation 2 tillhör den sjätte generationens spelkonsoler och var den andra att komma ut i denna generation, Sega Dreamcast var den första konsolen i samma generation (den lanserades 27 november 1998 i Japan). Tidiga modeller av PS2 inkluderade IEEE 1394 (även kallat "iLink", "Firewire") men detta slopades och istället fick enheten en IR-sensor för styrning via fjärrkontroll.
Ett separat programvaru- och hårdvarupaket säljs till PS2 för utveckling av Linux-programvara på plattformen. Paketet inkluderar tangentbord, mus, nätverksanslutning och hårddisk.
Trots att konkurrenterna Xbox och Nintendo GameCube hade bättre tekniska prestanda var PS2 år 2003 den dominerande av de tre stora TV-spelskonsolerna på marknaden, med sina 120 miljoner sålda maskiner. Inom de fyra första timmarna efter lanseringen såldes 98 000 enheter – i genomsnitt sju enheter per sekund. Enligt Sony äger 140 miljoner människor ett exemplar av PlayStation 2.
Konsolen slutade tillverkas den 4 januari 2013.

## Hårdvara

### Specifikationer

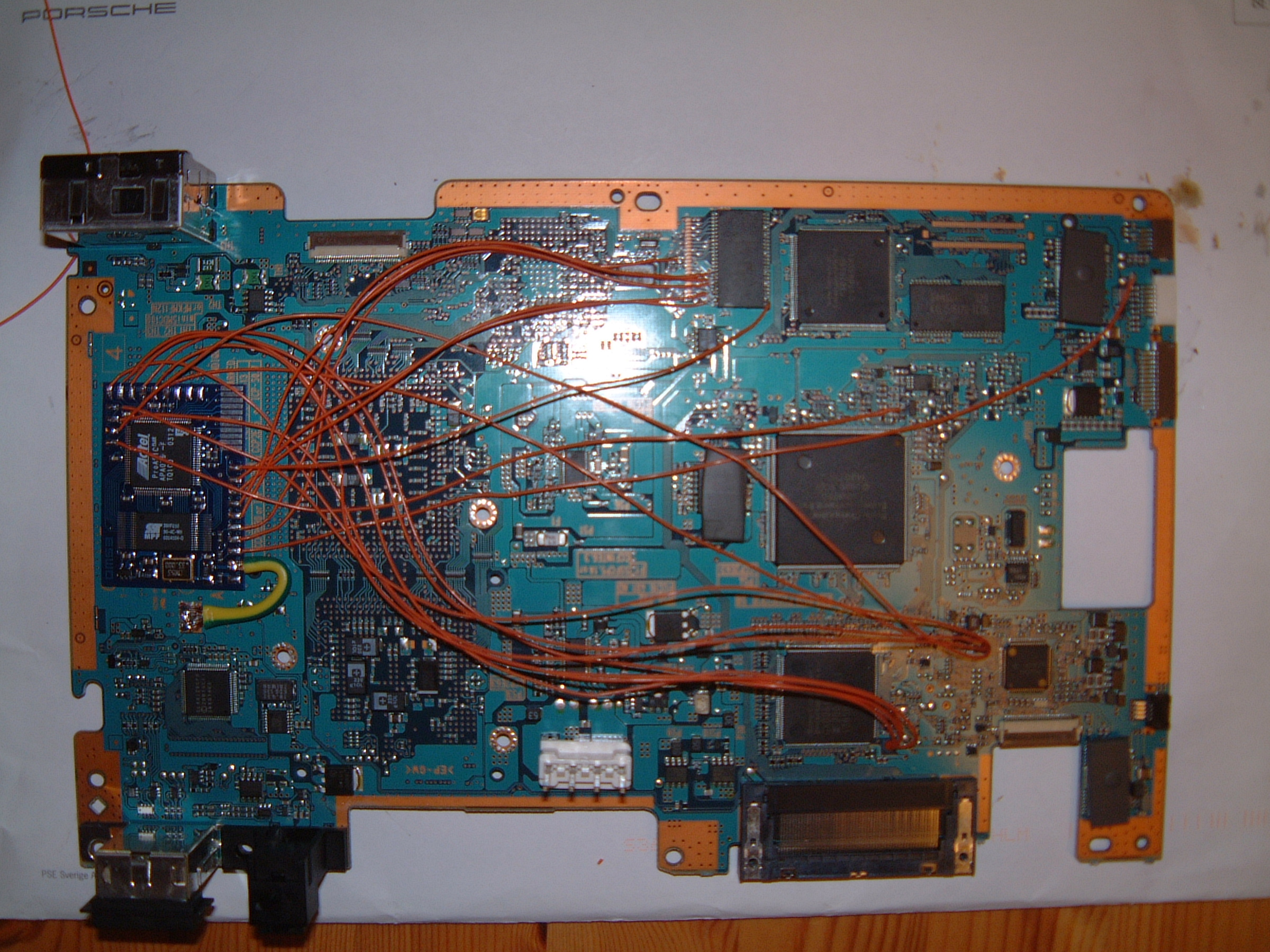
PS2 moderkort v5 med modchip installerat.

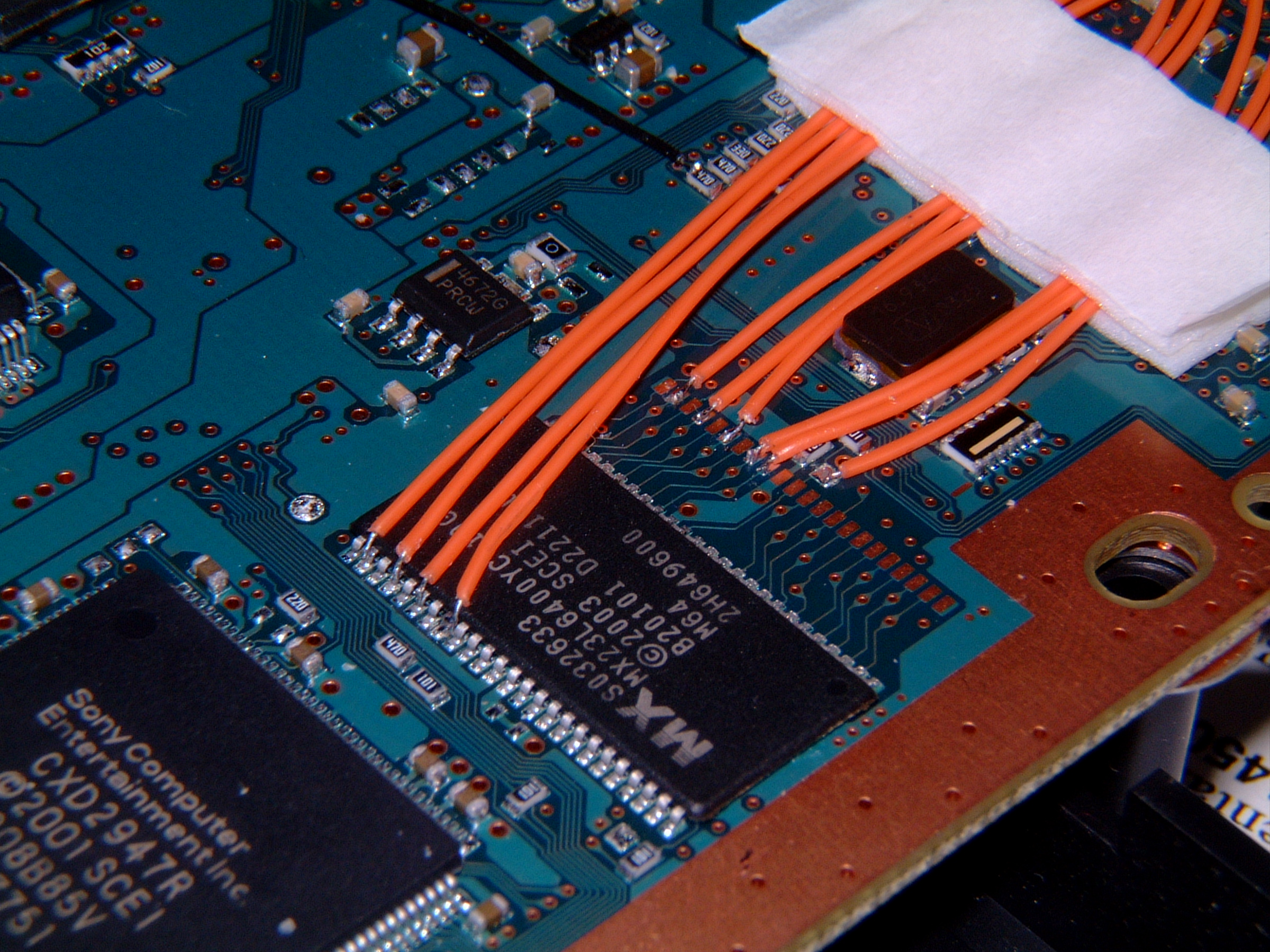
Modifierat BIOS.

- CPU: 64 bit "Emotion Engine" med klockfrekvensen 294 MHz (senare versioner 299 MHz)
  - RAM: 32 MiB Direct Rambus eller RDRAM
  - Minnesbussens hastighet: 3,2 GiB per sekund
  - Huvudprocessor: MIPS R5900 CPU-kärna, 64 bit
  - Hjälpprocessor: FPU (Floating Point Multiply Accumulator × 1, Floating Point Divider × 1)
  - Flyttalsprestanda: 6,2 gigaflops
  - 3D CG Geometric Transformation: 66 miljoner polygoner per sekund[3]
  - Komprimeringsdecoder för filmsekvenser: MPEG-2
  - Cache-minne:
    - Instruktioner: 16 KiB
    - Data: 8 KiB + 16 KiB
- Grafik: "Graphics Synthesizer" med en klockfrekvens på 147 MHz
  - DRAM-bussens prestanda: 47,0 GiB per sekund
  - DRAM-bussens bitbredd: 2560-bit
  - Max antal polygoner per sekund: 75 miljoner polygoner per sekund[3]
  - Videosignal: Kompositvideo, RF, RGB och S-Video
- Ljud: "SPU1+SPU2"
  - Antal ljud samtidigt: 48 hårdvarukanaler på SPU2 + eventuellt fler mjukvarumixade ljudkanaler.
  - Samplingsfrekvens: 44,1 kHz eller 48 kHz (valbart)
- I/O-processor
  - CPU-kärna: Original Playstation-CPU (MIPS R3000A med en klockfrevens på 33,8 MHz eller 37,5 MHz)
  - Övriga enheter: Två Playstation-kontrollportar,[4] två platser för minneskort som använder MagicGate-kryptering, modem och hårddiskplats (ett modem byggdes in i den mindre modellen och hårddiskplatsen togs bort, och det gjorde inte mycket då det aldrig släpptes någon hårddisk till Playstation 2 i Europa), IEEE 1394,[5] infraröda kontrollportar,[5] samt två USB 1.1-portar.
  - Diskmedium: Dvd-rom (cd-rom-kompatibel) med kopieringsskydd. Dvd-skivorna har en kapacitet på 4,7 GiB, vissa är i Dvd-9-formatet (8,5 GiB).

### Tillbehör
Handkontrollen till Playstation 2, DualShock 2 är i stort sett identisk med DualShock som användes till Playstation och har samma grundläggande funktionalitet. Dock så har den analog tryckkänslighet på knapparna, den väger mindre och har två vibrationsnivåer till.

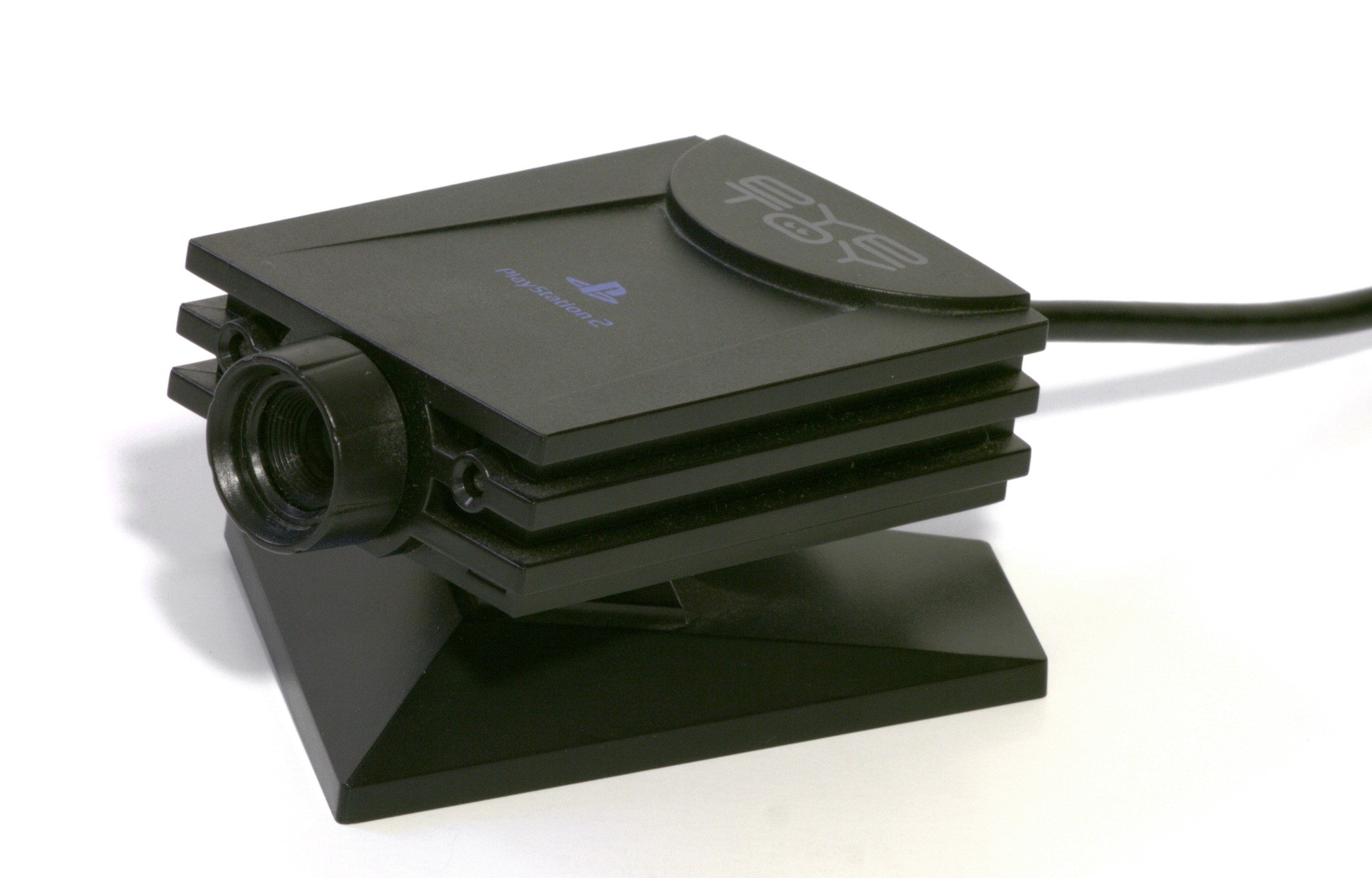
EyeToy

Bland tillbehören finns DualShock 1- och 2-handkontroller, en fjärrkontroll, en intern eller extern hårddisk, minneskort, tangentbord, datormus och headset. Det finns också ett antal sladdar och kontakter, bland annat Multitap-, S-Video-, RGB-, SCART-, VGA-, komponent- och kompositkablar. Det finns även flera tillbehör designade för specifika spel. Bland dessa finns USB-kamera (EyeToy), dansmattor för Dance Dance Revolution och andra dansspel, mikrofoner för karaokespel, dubbla mikrofoner sålda exklusivt för SingStar, flera olika gitarrer för till exempel Guitar Hero, ett trumset att använda till Rock Band, en Katana-kontroll, en motorsågskontroll till Resident Evil 4, ljuspistoler samt fiskespö-kontroller.
Till skillnad från Playstation så krävs det inte specialtillverkade möss, utan vanliga datormöss med USB-kontakt stödjs också. Tidiga versioner av Playstation 2 kunde kopplas samman via Firewire, fast spel som stödde detta saknades och funktionen avskaffades. Multitapkontakterna till originalkonsolen och Slimversionen är inte kompatibla med varandra på grund av att minneskontakten i Slimversionen är grundare. Dock så tillverkas det Multitap för båda versionerna och det finns adaptrar sålda av tredjepartstillverkare.

### Slim

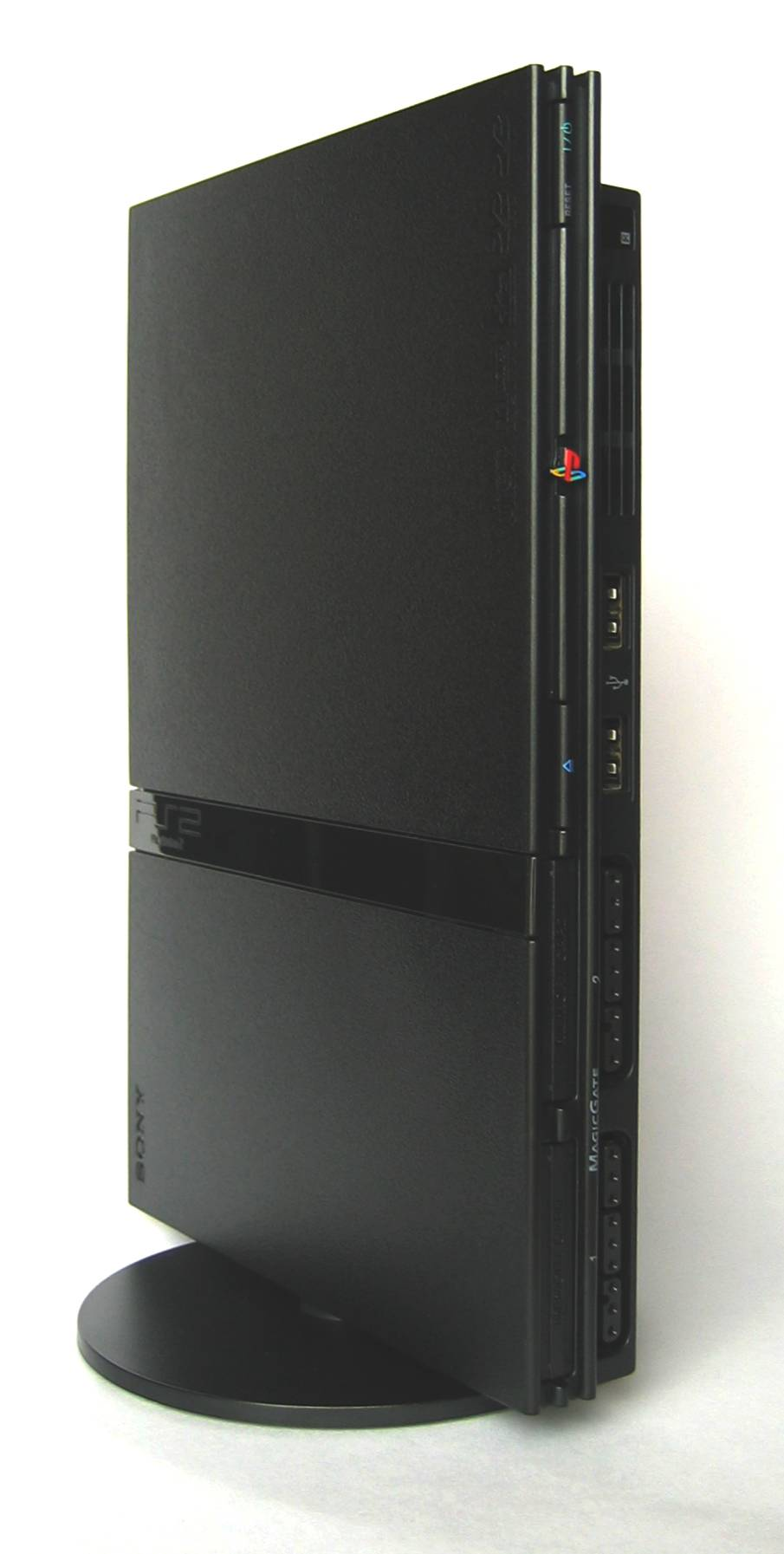
Slimvariant av Playstation 2.

Playstation 2 finns släppt i en ny variant, som storleksmässigt är lite mindre men har samma tekniska prestanda som ursprungsmodellen, och därutöver också en inbyggd datornätverksport avsedd för exempelvis onlinespel. Även den äldre versionen kan spela online, men behöver utrustas med en separat nätverksadapter. Den nyare modellen har dock inte utrymme för en hårddisk. I och med introduktionen av den smalare versionen ställdes även hårdare krav på mjukvaruutvecklarna. De spel som inte fungerar på denna hårdvara kommer ej heller att fungera på uppföljaren Playstation 3.

## Försäljningssiffror
| Region       | Antal sålda enheter            | Tillgänglig från |
| ------------ | ------------------------------ | ---------------- |
| Japan        | 21 miljoner (1 oktober 2008)   | 4 mars 2000      |
| Nordamerika  | 50 miljoner (December 2008)    | 26 oktober 2000  |
| Europa       | 48 miljoner (6 maj 2008)       | 24 november 2000 |
| Hela världen | 138 miljoner (18 augusti 2009) |                  |

Den 29 oktober 2005 blev Playstation 2 den spelkonsol som snabbast nått 100 miljoner sålda enheter. Detta på fem år och nio månader efter att konsolen släpptes. För föregångaren, Playstation, tog det nio år och sex månader att uppnå samma sak.
Playstation 2 hade sålt 138 miljoner enheter den 18 augusti 2009 enligt Sony. I Europa hade det sålts 48 miljoner enheter den 6 maj 2008 enligt Sony Computer Entertainment Europe. I Nordamerika hade det sålts 50 miljoner Playstation 2 i december 2008. I Japan hade det sålts 21 454 325 stycken enheter den 1 oktober 2008 enligt Famitsu/Enterbrain.
År 2006 såldes det 6 miljoner enheter i Europa och 3,6 miljoner år 2007 enligt uppskattningar gjorda av Electronic Arts. År 2007 såldes det 3,97 miljoner enheter i USA enligt NPD Group och 816 419 st i Japan enligt Enterbrain. År 2008 såldes det 480 664 st i Japan.